# Подводные лодки проекта 705(К) «Лира»
Подводные лодки проектов 705, 705К «Лира», по классификации НАТО — «Alfa» — серия советских атомных подводных лодок, единственный в мире серийный проект АПЛ на реакторе с жидкометаллическим теплоносителем.
Небольшие высокоскоростные одновальные лодки с титановым корпусом не имели аналогов по скорости и манёвренности и были предназначены для уничтожения подлодок противника.
Проект разработан в СКБ-143. Идея проекта предложена начальником сектора перспективного планирования А. Б. Петровым. Главный конструктор М. Г. Русанов, с 1977 года — В. В. Ромин. Трудности в техобслуживании этих подлодок и сокращение финансирования в связи с началом перестройки в стране привели к окончанию карьеры этих кораблей.

## Описание
Предложение о создании малогабаритных высокоскоростных подводных лодок-истребителей с максимальной степенью автоматизации выдвинул в 1959 году ведущий конструктор СКБ-143 А. Б. Петров. После широких дебатов и ряда изменений предложение было принято на самом высоком уровне — его поддержали и министр судостроительной промышленности Борис Бутома, и Главком ВМФ адмирал Сергей Горшков. Под руководством Петрова группа специалистов прорабатывала десятки вариантов компоновки для обеспечения наилучших параметров скорости, управляемости, глубины погружения и надёжности.
23 июня 1960 года было издано постановление Совета министров СССР о начале создания подводной лодки проекта 705. 25 мая 1961 года оно было дополнено разрешением обоснованно отступать от норм и правил военного кораблестроения, что позволило во имя достижений заданных параметров внедрять уникальные технические решения. К таким относились использование электрической сети переменного тока на частоте 400 Гц, реактора на промежуточных нейтронах с жидкометаллическим теплоносителем «висмут-свинец», титановых сплавов, в том числе в корпусных конструкциях.
Максимальная скорость «Лир» составляла от 39 до 41 узла, как минимум одна лодка на испытаниях развила 42 узла (они уступали по скорости только К-222 проекта 661 «Анчар», которая установила рекордную скорость в 44,7 узла). «Лиры» могли преследовать любую подлодку и оторваться от любого преследования, на разгон до полного хода им требовалось всего около 1 минуты. Скорость лодки позволяла ей отрываться даже от многих противолодочных торпед, на циркуляцию с разворотом на 180° ей требовалось всего 42 секунды.
Радикальным новшеством стала сниженная численность экипажа. На других АПЛ (как советских, так и американских) службу несли по 80−100 человек и более, в том числе около 30 офицеров, а в техническом задании на 705-й проект была названа цифра 16, причём только офицеров. Однако, в ходе проектирования численность будущего экипажа увеличивалась и в итоге достигла 30 человек, включая пять техников-мичманов и одного матроса (на которого возлагалась роль кока, а по совместительству дневального-уборщика, хотя первоначально предполагалось, что обязанности кока будет выполнять корабельный врач). Чтобы совместить такую малочисленность экипажа с огромным количеством оружия и механизмов, лодку пришлось очень серьёзно автоматизировать. Предполагалось технические отсеки, реакторный, турбинный и далее в корму, сделать необитаемыми на протяжении всего похода, но на практике экипажу приходилось регулярно работать в этих отсеках, устраняя неполадки, неисправности и поломки.
На лодках имелась революционная для своего времени комплексная автоматизированная система управления — боевая информационно-управляющая система «Аккорд», впервые в советском флоте позволившая сосредоточить всё управление АПЛ на центральном посту. Таким образом, управление подводной лодкой, её боевыми и техническими средствами осуществлялось из главного командного пункта. Комплексная автоматизация обеспечивала решение задач применения оружия, сбора и обработки тактической информации, боевого маневрирования, воспроизведения внешней обстановки, кораблевождения, автоматического и дистанционного управления техническими средствами и движением.

### Модификации
На базе проекта 705 был разработан ряд модификаций, не пошедших в производство:
- Проект 705А — ПЛАРК с 8 крылатыми ракетами П-70 «Аметист»[5].
- Проект 705Б — ПЛАРБ с 8 баллистическими ракетами Р-27К[6]. Разрабатывались до 1962 года, затем наработки были переданы в ЦКБ-16. До 1969 года велись проектные работы под наименованием «проект 687», затем отменённые из-за начала строительства РПКСН проекта 667А с ракетой Р-27.
- Проект 705Д — АПЛ с усиленным торпедным вооружением — к 6 ТА калибра 533 мм добавлялись 4 забортных пусковых установки калибра 650 мм для ракето-торпед[7].
- Проект 686 — согласно постановлению 1964 года, предполагалось создание новой атомной подводной лодки по проекту 686, вооружённой 16 противокорабельными крылатыми ракетами П-120 «Малахит»[8]. Эскизный проект как развитие проекта 705 был подготовлен в СКБ-143 под руководством А. К. Назарова. Лодка должна была нести 16 ракет, достигать скорости подводного хода более 30 узлов и обладать рабочей глубиной погружения до 400 метров. В 1965 году эскизный проект был готов, однако сложности в освоении подводных лодок базового проекта 705, а также появление новых тактико-технических требований привели к закрытию проекта 686.

## История службы
Первые экипажи АПЛ проекта 705 начали формироваться с 1962 года.
Головная подводная лодка проекта 705, К-64, была заложена в 1968 году и спущена на воду в 1969 году, в конце 1971 года после интенсивных испытаний вошла в строй и включена в состав 3-й дивизии подводных лодок. В середине 1972 года на К-64 произошла серьёзная авария с главной энергетической установкой — затвердевание теплоносителя первого контура. Лодка была выведена из состава флота, разукомплектована и использована в учебно-тренировочных целях. Эта авария и последовавшие за ней разбирательства, расследования и меры по предотвращению подобных аварий существенно затянули сроки строительства серийных кораблей.
Головная лодка проекта 705К, К-123, была заложена в 1967 году, даже раньше К-64, но была спущена на воду только через девять лет, в 1976 году, и достроена к декабрю 1977 года. Первоначально лодка входила в состав 33-й дивизии подводных лодок, специально созданной в 1973 году для службы АПЛ проекта 705 и 705К, но затем перевооружённой более традиционными многоцелевыми АПЛ.
В 1978—1982 годах К-123 и последующие пять кораблей вошли в состав специально организованной 6-й дивизии подводных лодок с базированием на губу Большая Лопаткина (Западная Лица). Строительство серии было завершено в конце 1981 года. В 1979—1989 годах лодки несли боевую службу, постоянно испытывая проблемы с береговым базированием и нехватку своих уникальных запчастей и механизмов. 
В 1982 году из разгерметизировавшегося в Баренцевом море первого контура К-123 вытекло около двух тонн теплоносителя, обнаруживший это лейтенант Логинов подвергся облучению, а ремонт с полной заменой реакторного отсека (взятого с недостроенной АПЛ «заводской номер 920») продлился до 1992 года. В сентябре 1982 года на К-463 при устранении возникших во время боевой службы неисправностей, приведших к течи в первом отсеке, был смыт за борт и погиб помощник командира по радиоэлектронному вооружению капитан 3-го ранга И. А. Горелов.
Все лодки проекта 705 были исключены из состава флота в 1990 году, а К-123 — в 1996 году. Впоследствии все корабли были утилизированы.

## Конструкция

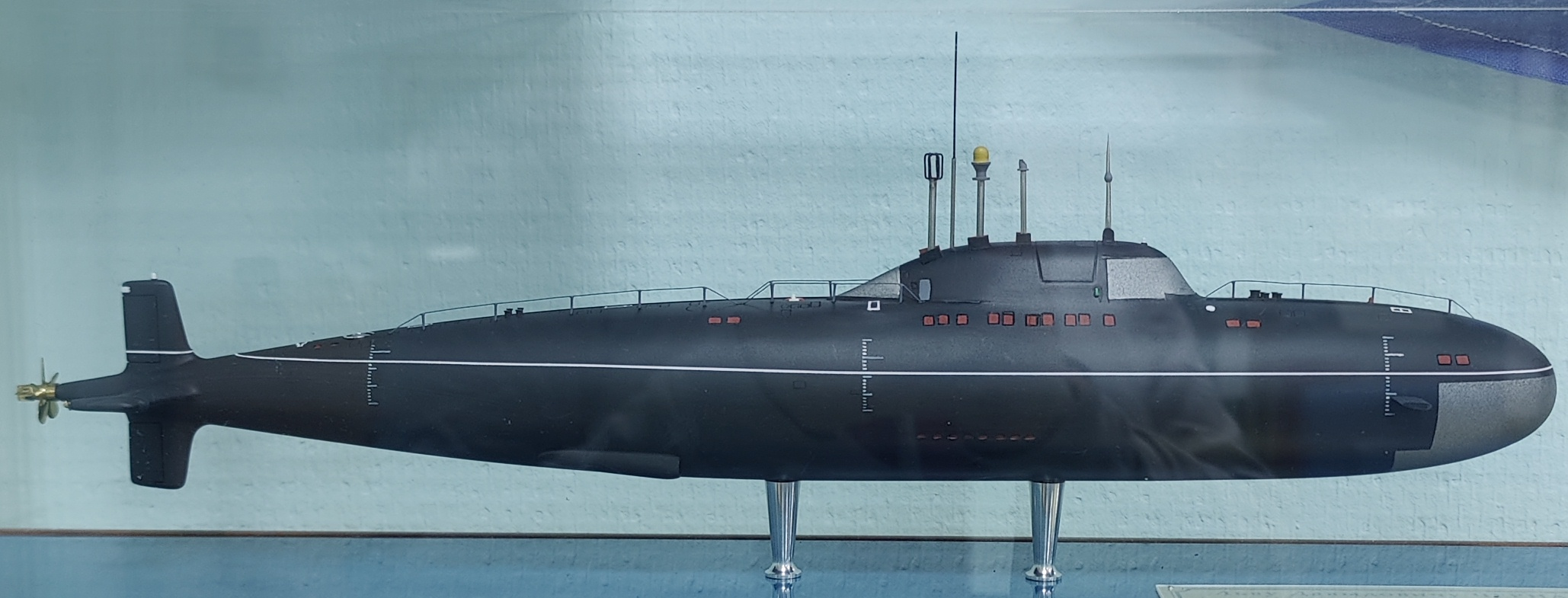
Модель АПЛ проекта 705 в Музее имени А. И. Маринеско, в центре рубки видны контуры ВСК

Подводные лодки проекта 705 проектировались как скоростные лодки-истребители, имеющие малое водоизмещение, высокую скорость, малочисленный экипаж и как можно более высокую степень автоматизации. Высокая энерговооружённость лодок была достигнута применением атомных реакторов с жидкометаллическим теплоносителем первого контура — БМ-40А (ОК-550), применением электрооборудования, работающего на частоте 400 Гц (вместо обычных 50 Гц), выдающейся для своих лет системой автоматизации рабочих мест экипажа — БИУС «Аккорд».
Впервые в мире подводные лодки получили всплывающую спасательную камеру (ВСК). Она располагалась в ограждении выдвижных устройств и вмещала весь экипаж, повышая шансы на спасение подводников в аварийных ситуациях.
Головная подводная лодка, К-64, и лодки проекта 705К имели длину 79,6 метра. Серийные подводные лодки проекта 705 имели удлинённый на две шпации реакторный отсек и общую длину 81,4 м, что позволило улучшить размещение ряда механизмов.

## Представители
| Номер | Проект | Изготовитель           | Зав. №    | Закладка   | Спуск      | Дата ввода       | Вывод из состава флота | Статус                                                           |
| ----- | ------ | ---------------------- | --------- | ---------- | ---------- | ---------------- | ---------------------- | ---------------------------------------------------------------- |
| К-64  | 705    | Завод № 196, Ленинград | 900       | 02.06.1968 | 22.04.1969 | 31 декабря 1971  | 19 августа 1974        | Утилизирована в 2011.                                            |
| К-316 | 705    | Завод № 196, Ленинград | 905/01675 | 26.04.1969 | 25.07.1974 | 30 сентября 1978 | 1990                   | Утилизирована в 1994                                             |
| К-373 | 705    | Завод № 196, Ленинград | 910/01680 | 26.06.1972 | 19.04.1978 | 29 декабря 1979  | 1990                   | Утилизирована в 2009                                             |
| К-463 | 705    | Завод № 196, Ленинград | 915/01685 | 26.06.1975 | 31.03.1981 | 30 декабря 1981  | 1990                   | Утилизирована в 1994                                             |
| -     | 705    | Завод № 196, Ленинград | 920/01690 | 26.06.1975 | -          | -                | -                      | Разобрана в 1983, реакторный отсек использован для ремонта К-123 |
| К-123 | 705К   | «Севмаш», Северодвинск | 105       | 29.12.1967 | 04.04.1976 | 12 декабря 1977  | 1996                   | Утилизирована в 2008                                             |
| К-432 | 705К   | «Севмаш», Северодвинск | 106       | 12.11.1968 | 03.11.1977 | 31 декабря 1978  | 1990                   | Утилизирована в 1996                                             |
| К-493 | 705К   | «Севмаш», Северодвинск | 107       | 12.02.1972 | 21.09.1980 | 30 сентября 1981 | 1990                   | Утилизирована в 1996                                             |

## Современное состояние
В 1978 году была окончательно списана головная АПЛ К-64, её носовая часть была перевезена в Ленинград и использовалась для подготовки экипажей серийных кораблей, а кормовая часть с реакторным отсеком ожидала утилизации почти 40 лет — с 1972 до 2011 года. Все серийные лодки проекта были выведены из боевого состава флота в 1990 году, кроме К-123, которая была исключена из списка кораблей только в 1996 году. Её реактор был остановлен в мае 1997 года.
В октябре 2008 года сообщалось, что готовится выгрузка отработанного топлива с подводных лодок этого проекта. В 2009 году на предприятии ГК «Росатом» (Гремиха) состоялась двухэтапная выгрузка отработавших выемных частей (ОВЧ) реактора подводной лодки К-373 (№ 910), на котором произошла авария в 1989 году.
В целом, с 2007 по 2010 год в Сайда-Губе были размещены семь одноотсечных реакторных блоков АПЛ проектов 705 и 705К с шести серийных лодок — на К-123 производилась замена реакторного отсека, и оба блока, старый и новый, вошли в число размещённых.
В 2011 году была произведена выгрузка реактора подводной лодки К-64, которая в 1980-е годы подготовлена к затоплению. Реакторный отсек был заполнен эпоксидной смолой, забетонирован, а сверху покрыт около 100 тоннами битума, однако АПЛ затоплена не была и хранилась всё это время в губе Сайда. В 2015 году одноотсечный реакторный блок К-64 (заводской № 900) был размещён на берегу в пункте долговременного хранения Сайда-Губа.

## Оценка проекта
Проект изначально вызвал противоречивые оценки. Так, Ю. В. Апальков, служивший на подводных ракетоносцах, отрицательно относится к лодке-истребителю и считает проект неудачным из-за аварийности и низкой надёжности:
- Механизмы ПЛ постоянно выходили из строя, а их ремонт был крайне затруднён как нехваткой запасных частей, так и сложностью доступа к агрегатам и приборам. Малая численность экипажа, один из козырей проекта, привела к тому, что обслуживать лодку в море столь малым числом людей оказалось невозможно[15].
- Комплексная автоматизация проекта 705 (705К) совершенно не предусматривала управления системами при аварийных ситуациях, а поскольку элементная база за время строительства устарела, надёжность всех её элементов оказалась неудовлетворительной[16].
- Особенности реакторов данных ПЛ привели к тому, что техническое обслуживание эти корабли могли получать лишь в трёх базах флота[15].
- Обеспечить надёжное поддержание температуры сплава теплоносителя с помощью береговых средств не удалось, и эта задача решалась за счёт тепла самого реактора. Такая практика привела к чрезмерной выработке ресурса[17].
- Малые размеры помещений АПЛ создавали плохие условия для личного состава[16].
- Личный состав был не удовлетворён низкой надёжностью в целом[17].

По мнению Апалькова Ю. В., АПЛ почти не использовались и за 20 лет их активная служба оказалась весьма непродолжительной.
При этом даже Апальков Ю. В. признаёт преимущества проекта:
- Исключительные скоростные и манёвренные качества «Лиры», не имеющие на тот момент равных в мире, позволили лодкам данного проекта стать первыми в истории подводными лодками, которые могли успешно уклоняться от торпед противника именно за счёт скорости и манёвренности[17].
- Манёвренность и скорость не позволяла оторваться от «Лиры» ПЛ противника после их обнаружения[18].

Личный состав, служивший на «Лирах», в том числе командир К-123, выведенной из состава флота в 1997 году, в своём интервью выразил несогласие с оценками Апалькова. Хотя «Лира» была и сложнее в обслуживании, но морякам было очевидно, что в бою она спасёт им жизнь не только за счёт победы над ПЛ противника, но и за счёт впервые применённой всплывающей спасательной камеры.
В своей критике Апальков Ю. В. не указал широко известный как служившим на АПЛ, так и западным экспертам реальный недостаток — шумность из-за высокой скорости. Фактически тактика сводилась к тому, что, обнаружив АПЛ противника, «Лира» просто занимала позицию преследователя, за счёт преимущества в скорости и манёвренности компенсировала своё демаскирование шумом и могла преследовать пойманный ракетоносец НАТО сутками, не давая ему снова занять скрытную позицию. Повышенная шумность Лиры была «детской болезнью» её реактора на ЖМТ, так как при применении «электромагнитных насосов» циркуляции теплоносителя ЖМТ-реакторы намного тише обычных. Было использовано преимущество «одновальной» энергетической установки в высоком КПД, но не в традиционно низкой шумности одновальных систем из-за отсутствия дополнительных редукторов.
Технически сложное обслуживание лодки береговыми службами с поддержкой температуры теплоносителя и его заменами на практике не удалось организовать должным образом, но вследствие этого постоянное нахождение лодок в «боевом режиме» обеспечивало необычайно высокую готовность к немедленному выходу в море.
Эксперт The National Interest Роберт Фарли называет проект дорогим и обременительным для советского бюджета, подводная лодка была ненадёжной в эксплуатации, требовала дорогого и сложного обслуживания. Эксперт обращает внимание на то, что лодки не были тихими, особенно на большой скорости. Из достоинств проекта эксперт называет высокую скорость и рекордно большую глубину погружения.
По воспоминаниям служившего на «Лирах» контр-адмирала А. С. Богатырёва АПЛ проекта 705 в дуэльных ситуациях могла стрелять второй, наводя торпеды по звукам залпа менее шумной лодки (приводится в пример учебная подводная дуэль К-463 с АПЛ проекта 667БДРМ) и уходя от её торпед за счёт своих скоростных качеств.